# Arcos de la Llana
Arcos de la Llana ist ein Ort und eine Gemeinde (municipio) mit 1.835 Einwohnern (Stand: 2024) in der Provinz Burgos in der nordspanischen Autonomen Region Kastilien-León.

## Lage
Arcos de la Llana liegt am Río Ausin in der kastilischen Hochebene (meseta) in einer Höhe von etwa 850 Metern ü. d. M. und ist etwa zehn Kilometer (Fahrtstrecke) in südwestlicher Richtung von der Stadt Burgos entfernt. Der Nachbarort Villariezo liegt nur etwa zwei Kilometer nordwestlich.

## Bevölkerungsentwicklung
| Jahr      | 1960 | 1970 | 1981 | 1991 | 2001 | 2008 |
| Einwohner | 657  | 468  | 313  | 228  | 283  | 901  |

In der zweiten Hälfte des 19. und in der ersten Hälfte des 20. Jahrhunderts schwankte die Bevölkerungszahl stets zwischen etwa 550 und 650 Einwohnern. Danach führte die Mechanisierung der Landwirtschaft zu einer Abwanderung eines Teils der Bevölkerung in die Städte. Bedingt durch die Nähe zu Burgos und die vergleichsweise niedrigen Grundstückspreise hat die Einwohnerzahl seit der Jahrtausendwende deutlich zugenommen.

## Wirtschaft
Die Region ist seit Jahrhunderten wesentlich von der Landwirtschaft geprägt; die Bewohner früherer Zeiten lebten hauptsächlich als Selbstversorger, aber auch Handwerk und Kleinhandel spielte eine Rolle. Ein Schwerpunkt lag auf der Anzucht von Bäumen aller Art, die letztlich in ganz Zentralspanien angepflanzt wurden.

## Geschichte
Spuren aus römischer Zeit verweisen auf die Existenz einer Siedlung. Aus der Zeit der Völkerwanderung wurden bislang keine Überreste gefunden. In der Zeit des islamischen Vordringens entvölkerte sich die Gegend und wurde erst nach der Rückeroberung (reconquista) im 10. und 11. Jahrhundert wiederbesiedelt (repoblación). Die erste urkundliche Erwähnung des Ortsnamens stammt aus dem Jahre 957. Am 9. Dezember 1078 übertrug Alfons VI. die Grundherrschaft (señorio) über den Ort an das nahegelegene Kloster San Pedro de Cardeña, doch bereits im Jahre 1128 wurde das Erzbistum Burgos alleiniger Grundherr von Arcos.
Im Jahr 1507 weilte Johanna die Wahnsinnige mit den in einem Sarg mitgeführten Gebeinen ihres Ehemannes Philipp I. in der Stadt, die nach Burgos zur zweitwichtigsten in der Region aufstieg. Mehrere adlige Großgrundbesitzer errichteten ihre Paläste hier, doch ist von diesen – außer einigen steinernen Wappenschilden (escudos) – nicht mehr viel erhalten. Mit der Auflösung des spanischen Kirchenbesitzes (desamortisación) in den 1830er Jahren endete auch die bischöfliche Grundherrschaft über die Stadt.

## Sehenswürdigkeiten

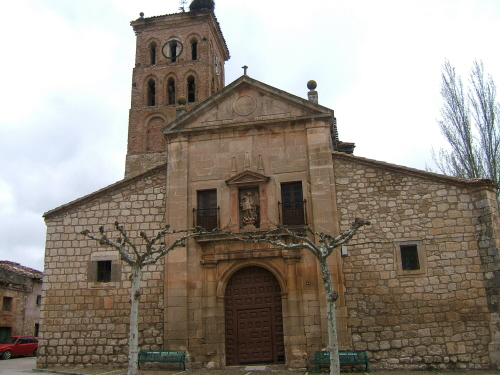
Kirche San Miguel Arcángel

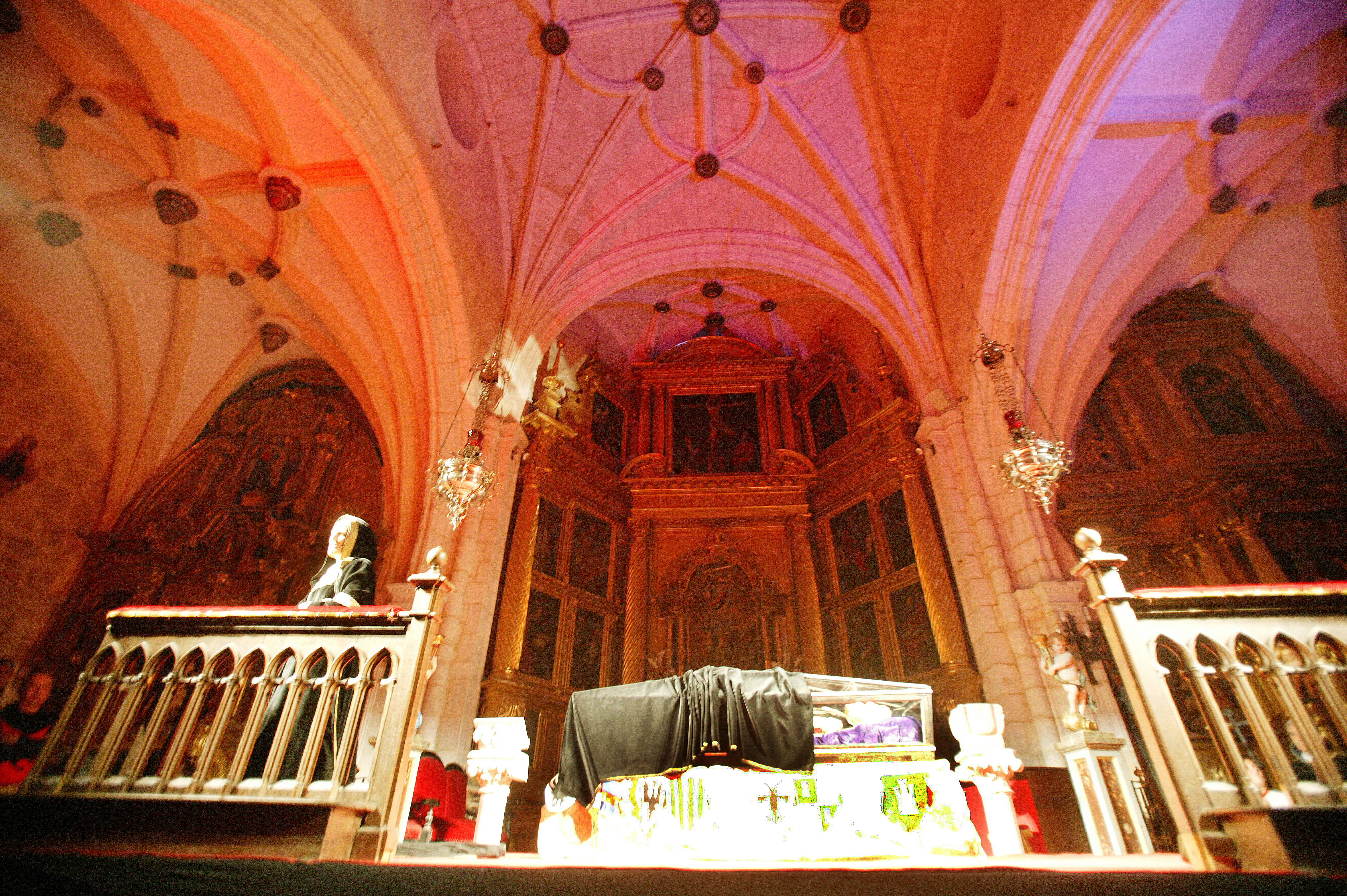
Inneres der Kirche

- Die dem Erzengel Michael geweihte Pfarrkirche (Iglesia de San Miguel Arcángel) besitzt einen eindrucksvollen und durch eine Vielzahl von Arkadenbögen optisch und statisch aufgelockerten Turm im Mudéjar-Stil, welcher in seinem oberen Teil aus Ziegelsteinen gemauert ist; sein unterer – aus mehr oder weniger exakt behauenen Natursteinen gefügter – Teil stammt noch aus dem Hochmittelalter. Auch der eigentliche Kirchenbau mit seinem alten Südportal ist in seinem Grundriss romanisch, doch wurde der mittelalterlichen Bausubstanz im Jahre 1657 ein in einem strengen Barockstil gestaltetes Westportal vorgesetzt, welches im Grunde schon als klassizistisch bezeichnet werden kann. Das dreischiffige Innere der Kirche wurde in dieser Zeit ebenfalls überarbeitet – gotisch anmutende Säulen enden in Sterngewölben mit hängenden Schlusssteinen. Die Mittelapsis und die flachen Enden der beiden Seitenschiffe wurden mit riesigen Altarretabeln ausgestattet.

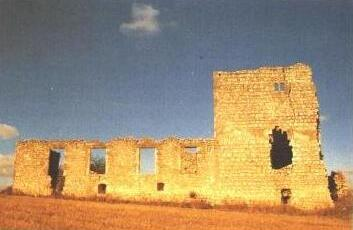
Torreón de los Gallos

- Der Torreón de los Gallos genannte und nahezu ruinierte Bau liegt etwas außerhalb von Arcos; er stammt im Wesentlichen aus dem frühen 16. Jahrhundert, wobei der mächtige und nahezu fensterlose Eckturm (torre de homenaje) auch im Hochmittelalter entstanden und in den neugebauten Palast integriert worden sein könnte.
- Von der spätmittelalterlichen Stadtmauer sind noch drei Tore sowie einige kurze Teilstücke erhalten.
- Mehrere Häuser im Ortszentrum sind mit steinernen Wappenschilden geschmückt, die sich jedoch zumeist in einem schlechten Erhaltungszustand befinden.
- Eine zweibogige Steinbrücke führt über den Río Ausín. Sie diente auch den wandernden Schafherden als gefahrloser Überweg.